# Captain Sky
Daryl Lonnie Cameron (Chicago, 10 marzo 1957) è un cantante e bassista statunitense, noto col nome d'arte di Captain Sky, celebre per il suo stile musicale collegato con leggende della black music come George Clinton e Bootsy Collins e per il suo contributo alla nascita del Rap.

## Biografia
Ha intrapreso la carriera di musicista, cantante e deejay radiofonico. Il suo periodo di attività si concentra fondamentalmente in un arco temporale incluso tra la fine degli anni settanta e l'inizio degli anni ottanta, epoca durante il quale pubblica quattro LP, oltre ad alcuni singoli. Fortemente ispirato nel suo stile musicale e nei costumi dal Funk fumettistico di George Clinton e Bootsy Collins, nel 1978 rilascia per l'etichetta AVI Records il suo primo album The Adventures Of Captain Sky, opera in cui è facile riscontrare le pesanti influenze della Disco music in voga a quei tempi; nel 1979 pubblica l'album Pop Goes The Captain, disco molto simile a quello precedente, nel quale vengono miscelate sonorità funk e disco. Nello stesso anno il suo brano Super Sporm viene citato dalla The Sugarhill Gang in una strofa della smash-hit del Rap Rapper's Delight. Nel 1980 esce il suo terzo album, pubblicato per la TEC Records, Concerned Party #1, dove oltre al Funk emergono tendenze sonore legate all'emergente musica Rap. Nel 1981 pubblica il singolo Station Brake, seguito nel 1982 dal singolo Don't Touch That Dial, canzone che all'epoca ebbe un discreto successo nell'ambiente Rap ed ancora oggi molto apprezzata tra i seguaci del Rap delle origini. Sempre nel 1982, la AVI, sua prima casa discografica, pubblica l'album The Return Of Captain Sky, una compilation di brani dei primi due album pubblicati da Captain Sky con la sua vecchia etichetta; sembra che Cameron non sia mai stato molto contento dell'uscita di quel disco, da lui ritenuto come una sorta di rivalsa commerciale della AVI nei suoi confronti, sulla scia della notorietà che egli si era costruito nel tempo. Nello stesso 1982 esce anche un altro singolo di Captain Sky, Soap Opera City. Infine nel 1986, esce il suo ultimo singolo You Bring Me Up. È stato inoltre compositore e produttore di un disco, Phantasy Eyeland degli Adventure (singolo uscito nel 1981 per la Sweetland Music, una sussidiaria della Sugarhill Records), e ha mixato il singolo dei Nature's Creation Freak Unique (1985). Nonostante ormai da molti anni non sia più attivo sulla scena discografica, considerato il fatto che la sua fama é circoscritta al pubblico dei seguaci della black music (della sua vita privata non si è mai saputo molto, né durante né dopo la fine della sua carriera), Daryl Cameron è generalmente ritenuto uno dei migliori artisti comparsi sulla scena del Funk, soprattutto tra i fans dei Parliament Funkadelic di George Clinton e Bootsy Collins, ed anche tra gli amanti della vecchia scuola del Rap. Nel 2020, quarant’anni dopo l’uscita di “Concerned Party #1”, suo ultimo LP da studio, Captain Sky ha pubblicato un nuovo album, The Whole 9, a cui ha fatto seguito All of the Above, uscito nel 2022.

## Discografia

### Album
| Anno | Titolo                        | Etichetta   |
| ---- | ----------------------------- | ----------- |
| 1978 | The Adventures Of Captain Sky | AVI Records |
| 1979 | Pop Goes The Captain          | AVI Records |
| 1980 | Concerned Party #1            | TEC Records |
| 1982 | The Return Of Captain Sky     | AVI Records |
| 2020 | The Whole 9                   |             |
| 2022 | All of the Above              |             |

### Singoli
| Anno | Titolo                                          | Etichetta            |
| ---- | ----------------------------------------------- | -------------------- |
| 1978 | Super Sporm                                     | Dynamic Sounds       |
| 1978 | Wonder Worm/Saturday Night Move-Ease            | AVI Records          |
| 1978 | Hero/Cream & Sugar                              | AVI Records          |
| 1979 | Moonchild/Fearless (In The Pocket)              | AVI Records          |
| 1980 | Sir Jam A Lot/Elementary School Of Funk         | TEC Records          |
| 1980 | Bubble Gum (I Chewz You)/Jam A Lot              | TEC Records          |
| 1981 | Station Brake                                   | WMOT Records         |
| 1982 | Don't Touch That Dial/Them Changes/Natural High | Philly World Records |
| 1982 | Soap Opera City                                 | Jamtu Records        |
| 1986 | You Bring Me Up                                 | Triple T Records     |